# Palača Justus Lipsius
Palača Justus Lipsius nalazi se u tzv. Europskoj četvrti u Bruxellesu u Belgiji. Bila je sjedište Vijeća Europske unije od 1995. godine, a de facto i sjedište Europskog vijeća od 2002. godine (de jure od 2004. godine), sve do preseljenja u susjednu novoizgrađenu palaču Europa početkom 2017. Ova palača bruto površine 227 278 m 2, još je uvijek u uporabi kao pomoćna zgrada za obje institucije sa svojim dodatnim prostorijama za sastanke, uredskim prostorima i prostorijama za tisak. Čini je 17 konferencijskih sala s najmanje 10 prevoditeljskih kabina, 5 pomoćnih soba za sastanke i 2 sobe za službene domjenke. Zgrada ima 40.048 m 2 rezerviranog uredskog prostora za zajedničko Glavno tajništvo obje institucije. Na raspolaganju je također i tiskovni centar, koji se tijekom summita može proširiti za dodatnih 600 mjesta u atriju palače. Palača Justus Lipsius povezana je s glavnom palačom Europa putem dva zračna mosta zatvorena staklom i jednog uslužnog tunela.

## Lokacija
Zgrada se nalazi u Europskoj četvrti u ulici Wetstraat/Rue de la Loi 175 u blizini kružnog toka Schuman i nasuprot palače Berlaymont, sjedišta Europske komisije. Zapadno od nje nalazi se palača Europa. Na jugu, zgrada graniči s trgom Jean Rey i parkom Leopold. Pročelje okrenuto prema trgu razmatra se za zahvat obnove kako bi se poboljšao izgled zgrade. Prometne veze do zgrade uključuju kolodvor Schuman, u čijem je sklopu i metro, kao i regionalne, nacionalne i međunarodne željezničke veze. Stanica se nalazi odmah sjeverno od palače Justus Lipsius.

## Povijest
Godine 1985., kao odgovor na inicijativu belgijskih vlasti, Vijeće Europske unije imenovalo je belgijsku saveznu vladu Régie des Bâtiments kao naručitelja za izgradnju nove zgrade koja bi više odgovarala njegovim potrebama. Kamen temeljac nove zgrade postavljen je 1989. godine. Objekt je smješten na zemljištu koje je prethodno bilo u vlasništvu belgijske vlade, mjestu prije kojeg se protezala ulica Rue Juste Lipse, nazvana u čast Justusa Lipsiusa, flamanskog filologa i humanista. Nova građevina dobila je ime po srušenoj ulici koja je povezivala Rue de la Loi s Rue Belliard i postala palača Justusa Lipsija. Blokovi D i E bivše palače Résidence iz 1920-ih sravnjeni su kako bi se dobilo mjesto za izgradnju. Službena inauguracija održana je 29. svibnja 1995. godine, pod francuskim predsjedanjem Vijećem EU-a. Tijekom razdoblja izgradnje, Vijeće EU bilo je smješteno u palači Charlemagne koja se nalazila sa suprotne strane ulice i koju danas nakon temeljite obnove koristi Europska komisija.
Od 2002. do 2017. godine Europsko vijeće je koristilo palaču Justus Lipsius kao svoje sjedište. To je uslijedilo nakon provedbe sporazuma čelnika Europske unije u sklopu ratifikacije Ugovora iz Nice, da to sprovedu u trenutku kada ukupno članstvo u EU premaši 18 država članica. Prije toga, summiti Europskog vijeća imali su sjedište u državi članici EU koja je u tom trenutku predsjedala rotirajućim predsjedanjem Vijeća EU. Izvršene su brojne obnove zgrade kako bi se udovoljilo povećanim zahtjevima obje institucije i rastućem članstvu u EU, uključujući pretvaranje podrumskog parkirališta zgrade u dodatne prostorije za sastanke. Međutim, početkom 2017. obje su se institucije preselile u novoizgrađeno sjedište u susjednoj palači Europa. Palača Justus Lipsius još se uvijek koristi kao pomoćna zgrada palači Europa s kojom je povezana s dva mosta zatvorena staklom i jednim uslužnim tunelom.

## Vanjske poveznice
- Europsko vijeće i web stranica Vijeća EU
- Palača Justusa Lipsiusa
- Vodič kroz Belgiju